# Dark Crystal
Dark Crystal (The Dark Crystal) è un film del 1982 co-diretto da Frank Oz e Jim Henson. È un film fantastico, interamente girato e filmato con pupazzi animatronici e burattini, con nessuna comparsa o menzione di esseri umani.
Il film fu prodotto nel Regno Unito e gli Stati Uniti dalla ITC Entertainment e Henson Associates, e distribuito da Universal Pictures. Fu commercializzato come un film per famiglie, sebbene fosse più cupo delle produzioni precedenti di Henson. L'artista principale era l'illustratore fantasy Brian Froud, che avrebbe successivamente collaborato con Henson e Oz nel 1986 per Labyrinth - Dove tutto è possibile.
Oltre una trasposizione letteraria firmata da A. C. H. Smith e tradotto in italiano da Beata Della Frattina, il film ha ispirato numerose opere derivate, inclusi dei fumetti, romanzi prequel e una serie tv distribuita da Netflix intitolata Dark Crystal - La resistenza.

## Trama
(ungIm)
Mille anni fa i tre soli che ruotano intorno al pianeta Thra si allinearono, rompendo il magico Cristallo della Verità. Dopo la rottura del Cristallo apparvero due nuove razze: i malvagi Skeksis, che usano il potere del Cristallo per alimentarsi, e i maghi urRu, chiamati anche Mistici.
Il giovane Jen è un Gelfling cresciuto ed educato dai Mistici e crede di essere l'ultimo della sua specie, poiché da piccolo i suoi genitori e il suo popolo furono sterminati dai Garthim, creature al servizio degli Skeksis. In punto di morte, il suo maestro gli confida che il suo compito è guarire il Cristallo; per farlo deve trovare il Frammento del Cristallo, in possesso dell'osservatrice astronomica Aughra.
Nel frattempo, anche l'Imperatore degli Skeksis muore. Il Ciambellano e il Generale Skeksis si sfidano a una competizione chiamata "Prova della Pietra" per diventare il nuovo imperatore: vince il Generale, mentre il Ciambellano viene privato dei suoi vestiti regali ed esiliato dal castello. Poco dopo, il Cristallo Nero illustra agli Skeksis l'esistenza di Jen, che può fermare la loro esistenza.
Intanto Jen si reca da Aughra, che gli consegna il frammento del Cristallo della Verità per compiere la profezia. Improvvisamente, prima che Aughra spieghi a Jen cosa fare col frammento, irrompono nell'osservatorio i Garthim, mandati dagli Skeksis, che catturano Aughra e distruggono l'osservatorio, mentre Jen riesce a fuggire nella foresta. Intanto i Mistici, sentendo il richiamo del Cristallo della Verità, partono verso il castello degli Skeksis. Il mattino dopo, Jen incontra Kira, una Gelfling anche lei rimasta orfana per colpa dei Garthim e cresciuta dal piccolo popolo dei Podlings. I due Gelfling si rifugiano nel villaggio dei Podlings, dove però vengono attaccati dai Garthim, che catturano molti Podlings mentre Jen e Kira, grazie all'intervento dell'esiliato Ciambellano Skeksis, sfuggono alla cattura nella foresta insieme con la piccola creatura pelosa chiamata Fizzgig, l'animale domestico di Kira. Sentendosi in colpa per aver causato il disastro ai Podlings, Jen getta via il frammento.
Il mattino dopo Kira e Jen scoprono un piccolo tempio nel quale trovano dei geroglifici che illustrano la profezia e la storia dei Mistici e degli Skeksis e ritrovano il frammento. La profezia dice che Jen avrebbe ripristinato il Cristallo inserendo il frammento nella zona mancante e se ciò non fosse successo, gli Skeksis avrebbero governato il pianeta in eterno. Nel tempio compare il Ciambellano Skeksis, che tenta di persuadere i due Gelfling a unirsi a lui per raggiungere il castello del Cristallo Nero. I due protagonisti fuggono cavalcando gli Ippotrampoli, veloci creature dalle zampe alte. Kira e Jen raggiungono i Garthim presso il castello degli Skeksis. I due, aiutati dagli Ippotrampoli, riescono a liberare i Podlings prigionieri. Nello scontro gli Ippotrampoli vengono uccisi, mentre Kira e Jen riescono ad atterrare lentamente nel profondissimo fossato del castello grazie alle ali da farfalla della Gelfling.
Quando Kira e Jen entrano in un condotto di scarico del castello, Kira viene attaccata dal Ciambellano Skeksis. Jen, per difenderla, ferisce profondamente la mano del Ciambellano con il pezzo del Cristallo: nello stesso istante, a un Mistico si apre la stessa ferita. Furioso, il Ciambellano fa crollare la parete della grotta su Fizzgig e Jen, facendo credere a Kira che sia morto. Per l'azione compiuta, il Ciambellano viene nuovamente accolto dalla corte degli Skeksis, mentre lo Scienziato Skeksis intende estrarre a Kira la sua "essenza", per poter far ringiovanire il Generale-Imperatore. Kira però, grazie alla sua capacità di comunicare con le creature viventi riesce a liberare i tanti animali rinchiusi nel laboratorio, che attaccano lo Scienziato Skeksis facendolo precipitare nel pozzo di lava che si trova sotto il Cristallo Nero. Nello stesso istante, uno dei Mistici si incenerisce.
Intanto Jen, sopravvissuto alla frana, raggiunge la sala del trono degli Skeksis che si trovano in cerchio intorno al Cristallo, pronti a ricevere il potere definitivo e l'immortalità. Quando i tre soli si allineano sopra il Cristallo Nero, Jen si lancia su di esso ma fa cadere a terra il frammento che Kira gli lancia indietro, venendo però pugnalata da uno Skeksis. Jen inserisce il frammento nel Cristallo Nero mentre i Mistici entrano nel castello. Il Cristallo riparato fonde i Mistici e gli Skeksis insieme rimutandoli negli angelici UrSkeks. Essi spiegano che mille anni prima in un impeto di arroganza e delusione hanno frantumato il cristallo spezzando così il loro mondo. Per ringraziare Jen per avere riparato il Cristallo della Verità e averli resi di nuovo integri, riportano in vita l'amata Kira. Così nel pianeta di Thra ritorna l'ordine e l'armonia e la vita ricomincia a fiorire. Gli UrSkeks partono per lo spazio lasciando il Cristallo della Verità a Jen e Kira, con la libera scelta di come creare il loro nuovo mondo col suo potere.

## Produzione

### Sviluppo

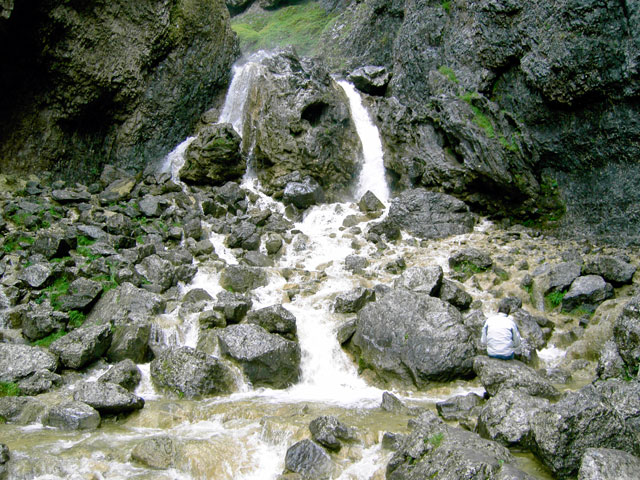
Gordale Scar in North Yorkshire, uno delle location del film

L'ispirazione per gli aspetti visuali del film arrivarono a Henson intorno al 1975-76, quando vide un'illustrazione di Leonard B. Lubin in un'edizione del 1975 delle poesie di Lewis Carroll, mostrante dei coccodrilli che vivevano in un palazzo indossando vesti e gioielli elaborati. Le radici concettuali ebbero origine in una serie TV girata da Henson intitolata The Land of Gorch (La terra di Gorch), che si svolgeva in un mondo alieno senza personaggi umani. Frank Oz, il collaboratore di Henson, disse che l'intenzione di Henson era di tornare all'oscurità delle fiabe dei Fratelli Grimm, poiché credeva che fosse "malsano" per i bambini non avere mai paura. Henson formulò le sue idee in libretto di 25 pagine intitolato The Crystal (Il cristallo), che scrisse durante una bufera in un aeroporto. La storia si svolgeva in un mondo chiamato "Mithra", una terra selvaggia popolato da montagne parlanti, rocce mobili e ibridi animale-piante. La trama originale parlava di una razza malvagia nominata il gruppo Reptus, che prese il potere in un colpo di Stato contro i pacifici Eunaze, guidati da Malcolm il saggio. L'ultimo superstite degli Eunaze era Brian, figlio di Malcolm, che fu adottato dai Bada, gli stregoni mistici di Mithra. Questa bozza conteneva elementi del prodotto finale; le tre razze, i due funerali, il viaggio, un personaggio femminile secondario, il cristallo, e la riunificazione delle due razze durante la Grande Congiunzione. Infine, "Mithra" fu abbreviato a "Thra", siccome il nome originale era troppo simile a quello di una divinità antica Persiana.
La maggior parte delle sfumature filosofiche del film furono ispirate dai Dialoghi con Seth di Jane Roberts. Henson teneva parecchie copie del libro Le comunicazioni di Seth, e insisteva che l'artista Brian Froud e lo sceneggiatore David Odell lo leggessero prima di collaborare sul film. Odell scrisse anni dopo che la frase di Aughra "Può essere dovunque" (dopo essere stata informata che il maestro di Jen era morto) non avrebbe potuto essere scritta senza avere prima letto i libri di Roberts.
I Bada furono rinominati "Ooo-urrrs", che Henson pronunciava "molto lentamente e con una voce profonda e risonante". Odell semplificò la scrittura della parola a urRu, ma furono infine rinominati Mistici nella versione finale del film. La parola "Skeksis" in origine doveva essere il plurale, con "Skesis" come singolare, ma questa idea fu presto abbandonata. Henson voleva che gli Skeksis parlassero una loro propria lingua artistica, con il dialogo sottotitolato in inglese. I resoconti della composizione della lingua Skeksis differiscono su chi lo compose e su che cosa fosse basata. Gary Kurtz disse che la lingua fu concepita dall'autore Alan Garner, basata sulla lingua egizia mentre Odell disse che fu lui a crearla, e che fu formata da radici indo-europee. Questa idea fu abbandonata, quando il pubblico della prima proiezione trovò i sottotitoli troppo distraenti La lingua dei Podlings fu basata sulla lingua serbo-croata.
Una volta concluse le riprese, la distribuzione del film fu ritardata dopo che Lew Grade aveva venduto ITC Entertainment a Robert Holmes à Court, che era scettico riguardo al potenziale del film, date le reazioni alla prima proiezione e il bisogno di rifare la colonna sonora. Al film fu fatta poca pubblicità e distribuzione, fino a che Henson non lo compró da Holmes à Court, e lo finanzió con il proprio denaro.

### Design

Il costume dello Skeksis Generale, in mostra al Puppetry Arts Center di Atlanta, Georgia.

Brian Froud fu scelto come artista dopo che Henson vide uno dei suoi dipinti nel libro Once upon a time (C'era una volta). Tutti i personaggi del film sono pupazzi elaborati, non basati su creature terrestri. Un mimo dalla Svizzera fu assunto per coreografare i movimenti dei burattinai.
Nel disegnare gli Skeksis, Henson aveva in mente i sette vizi capitali, ma siccome c'erano 10 Skeksis, alcuni vizi furono inventati o usati due volte. In principio, Froud disegnò gli Skeksis con caratteristiche dei pesci abissali, ma dopo li ridisegnò come "parte rettile, parte uccello rapace, parte drago”, con un'enfasi sul dar loro uno "sguardo penetrante". Ogni Skeksis fu concepito con l'idea che ciascuno avesse un suo ruolo definito, quindi ogni pupazzo Skeksis fu avvolto in paludamenti multicolorati per riflettere la sua personalità e i suoi pensieri.

Marionetta d'un Mistico, National Museum of American History.

Ogni costume Skeksis necessitava un attore principale, col braccio esteso sopra la testa per operare i movimenti facciali della creatura, mentre l'altro braccio operava la mano sinistra. Un altro attore operava la mano destra dello Skeksis. Gli attori Skeksis compensavano per la mancanza di visibilità con degli schermi TV inseriti dentro i costumi. Nel disegnare i Mistici, Froud li rappresentò come creature più connesse col mondo naturale che le loro controparti Skeksis. Henson li vedeva come creature epurate di ogni desiderio materiale, ma incapaci di agire nel mondo reale. Froud incorporò anche il simbolismo geometrico, per insinuare il collegamento tra le due razze. I Mistici furono le creature più difficili da recitare, siccome gli attori dovevano camminare gobbi con il braccio destro esteso di fronte col peso intero della testa sopra. Henson stesso poteva mantenere una posizione in un costume Mistico per solo 5-10 secondi.
I Gelfling furono difficili da recitare, siccome dovevano essere le creature più antropomorfizzate del film, e quindi i loro movimenti, in particolare la loro andatura, doveva essere più umana possibile. Durante le scene quando le gambe dei Gelfling erano fuori campo, i burattinai camminavano sulle ginocchia per rendere più realistici i loro movimenti. Odell disse che il personaggio di Jen era il modo di Henson per proiettare se stesso nel film. Jen in origine doveva essere blu, in omaggio al dio indu Rāma, ma l'idea fu abbandonata quasi subito.
Aughra fu in origine concepita come una "bestiola curiosa e distratta" di nome Habeetabat, ma il nome fu rifiutato da Froud, che trovò il nome troppo simile a quello di "Habitat", un'azienda che detestava. Il personaggio fu riconcepito come una oracola, e rinominata Aughra. Nel scegliere un doppiatore adatto, Henson fu ispirato dalla recitazione di Zero Mostel (nei panni di "un uccello pazzo che lotta con la sua sindrome di Tourette") ne La Collina dei Conigli. Fu prima doppiata da Frank Oz, ma Henson voleva una voce femminile, quindi scelse Billie Whitelaw.
Il personaggio di Fizzgig fu inventato da Frank Oz, che voleva un personaggio che serviva la stessa funzione del barboncino Muppet Foo-Foo, credendo che, come Miss Piggy, il personaggio di Kira aveva bisogno di uno sfogo per il suo lato affettuoso. Il suo disegno doveva dare l'impressione di essere quello di una "boyfriend-repellant", in contrasto all'idea popolare che è più facile stabilire un rapporto con un membro del sesso opposto con l'aiuto di un cagnolino.
I Podlings furono concepiti come gente in completa armonia con l'ambiente, quindi Froud basò il loro aspetto su quello delle patate. Il loro villaggio fu ispirato dalla casa familiare dei Henson.
Nel concepire i Garthim, Froud si ispirò ai carapaci scartati delle aragoste che mangiava insieme a Henson. I primi costumi Garthim furono costruiti tre anni nel film, e furono fatti con il vetroresina. Ogni costume pesava circa 32 chili, quindi gli attori Garthim, ancora in costume, dovevano spesso essere sospesi su dei pali per riposarsi.
The Dark Crystal fu l'ultimo film con la contribuzione del cinematografo Oswald Morris. Fece tutte le sue riprese con un "light flex", un aggeggio messo di fronte alla telecamera che dava a ogni scena una sfumatura colorata, dando al film un'atmosfera da fiaba simile ai dipinti originali di Froud.

### Colonna sonora
La colonna sonora fu composta da Trevor Jones, che venne coinvolto nel film prima dell'inizio delle riprese. Jones, inizialmente, intendeva comporre brani che riflettessero la stranezza dell'ambientazione attraverso l'utilizzo di strumenti acustici ed elettronici, ma fu convinto da Gary Kurtz a comporre invece una colonna sonora orchestrale con l'Orchestra Sinfonica di Londra. Il tema principale del film è un composto dei temi degli Skeksis e dei Mistici. Jones compose il tema del cucciolo di Ippotrampolo in onore della sua figlia neonata.

## Premi
- Festival internazionale del film fantastico di Avoriaz 1983: Grand Prix

## Seguiti

### Sequel annullato
Durante le riprese di Dark Crystal, Jim Henson e David Odell parlarono della possibilità d'un sequel intitolato The Power of the Dark Crystal ("Il potere del Cristallo Nero"). In gennaio 2006, Genndy Tartakovsky fu assunto dallo studio d'animazione The Orphanage per girare il sequel.
Dopo lunghi ritardi, la Jim Henson Company annunciò nel maggio 2010 attraverso un comunicato stampa che il sequel sarebbe stato prodotto insieme a Omnilab Media, con Tartakovsky rimpiazzato come regista dai fratelli Spierig e modifiche sulla sceneggiatura di Odell da parte di Craig Pearce. Fu inoltre rivelato che intendevano girare il film in 3d stereoscopico. Durante un incontro al Museum of the Moving Image nel settembre 2011, la figlia di Jim Henson, Cheryl, rivelò che il progetto era ancora una volta in pausa. Nel febbraio 2012, i fratelli Spierig e Omnilab Media si allontanarono dalla Henson Company a causa di preoccupazioni di budget, e il progetto fu sospeso. Nel maggio 2014, Lisa Henson confermò che il film era ancora in sviluppo, ma che non era ancora nella fase di preproduzione.
Il progetto per un film fu infine scartato, e la sceneggiatura fu invece adattata in una serie di fumetti prodotti da Archaia Comics e Boom! Studios nel 2017.

### Serie prequel
Nel maggio del 2017, fu annunciato che la Jim Henson Company, insieme a Netflix avrebbe prodotto una serie prequel intitolata Dark Crystal - La resistenza. Le riprese cominciarono nell'autunno del 2017 con Louis Leterrier come regista. La trama è scritta da Jeffrey Addiss, Will Matthews, e Javier Grillo-Marxuach. Consiste di dieci episodi che esplorano il mondo creato per il film originale. Fu annunciato il 21 maggio 2019 e poi distribuita il 30 agosto dello stesso anno.

## In altri media

### Trasposizione letteraria
Fu scritta una trasposizione letteraria da parte di A.C.H. Smith. Il compito di scrivere la versione scritta di Dark Cystal fu prima proposto all'autore Alan Garner, che aveva precedentemente composto la lingua degli Skeksis nella versione originale del film. Garner rifiutò l'incarico, ma condusse Henson a Smith. Al contrario di molti registi, Henson fece diversi colloqui con Smith, considerando il futuro romanzo come parte integrante del mondo rappresentato nel film. Secondo Smith, l'unico aspetto del romanzo su cui lui e Henson erano in disaccordo fu la rappresentazione dei Podling, esseri da lui definiti "noisosi". Incluse una scena in cui un Garthim sarebbe caduto con un sacco di Podling sulla schiena, schiacciandoli sotto il suo peso. Henson considerò questa aggiunta un elemento di "crudeltà gratuita" che non stava bene nel contesto della storia, e la scena fu subito scartata. Per aiutare Smith a visualizzare la storia, Henson lo invitò a visitare Elsetree Studios durante le riprese.

### Romanzi prequel
Nel luglio 2013, la Jim Henson Company, in associazione con Grosset and Dunlap (un ramo di Penguin Random House), annunciò un concorso per la pubblicazione di un romanzo basato su Dark Crystal ambientato prima degli eventi del film. Il vincitore fu J.M. Lee di Minneapolis. Shadows of the Dark Crystal fu pubblicato nel 2016, con tre seguiti progettati.

## Accoglienza
La Stampa disse che il film è di "un'ineluttabilità straordinaria", che "merita di essere visto più che raccontato e tanto meno discusso". Sul sito aggregatore di recensioni Rotten Tomatoes il film detiene il 79% delle recensioni professionali positive, basato su 47 recensioni e con un voto medio di 6,5 su 10.
Nel 2008, l'American Film Institute nominò il film per la sua lista dei "Top 10 film Fantasy".